# Energética
Energética é a parte da química industrial que estuda modos sustentáveis ou não de produção de energia.
Uma área de grande interesse ao redor do mundo na indústria química, atualmente. Tem uma ampla procura no mercado brasileiro devido ao etanol (álcool que, no caso brasileiro, é produzido pela fermentação da cana-de-açúcar).
Há, também, grande interesse no estudo das reações eletroquímicas, que englobam uma série de objetos rotineiros em nossa vida, como a pilha.
A "energia suja" ou biomassa é um método de produção de energia que se utiliza de grandes depósitos de matéria orgânica para produzir biogás num aparelho denominado biodigestor. É um processo que tem grande utilidade, como no tratamento da água de pequenas comunidades sem saneamento básico, além de produzir energia para tais comunidades.